# 双斑蟳
双斑蟳（学名：Charybdis bimaculata）为梭子蟹科蟳属的动物。分布于朝鲜半島东南岸、日本、澳大利亚、印度、马尔代夫群岛、台湾岛以及中国大陆的福建、山东等地，生活环境为海水，常栖息于近岸水草间或水深20-430米的泥质，以及沙质或泥沙混合而多碎贝壳的海底。其生存的海拔范围为-430至-20米。